# Harpebo
Harpebo är en bebyggelse nordost om Kinna i Örby socken i Marks kommun. Från 2015 avgränsar SCB här en småort. Fram till 2015 räknades bebyggelsen till tätorten Kinna.